# Apistobuthus
Apistobuthus és un gènere d'escorpins de la família dels bútids. Va ser descrit per Susan Finnegan el 1932, i va ser molt de temps considerat com a monotípic, contenint una sola espècie A. Pterygocercus. El 1998, una segona espècie, A. Susanae, va ser descrita per Wilson Lourenço, i el seu nom específic commemora la descoberta original de Susan Finnegan. A. Susanae difereix d' A. Pterygocercus per tenir cames i pedipalps més robusts, entre d'altres característiques.